# Benz Hauswirth
Benz Hauswirth (* 28. Februar 1967 in Gstaad) ist ein ehemaliger Schweizer Skispringer.
Am 6. Januar 1988 gab Hauswirth sein Debüt im Skisprung-Weltcup in Bischofshofen und belegte dort den 93. Platz. Im zweiten Springen der Saison 1988/89 konnte er im japanischen Sapporo mit dem 30. Platz das beste Resultat seiner Karriere erzielen. Weltcup-Punkte konnte er jedoch nicht gewinnen. Bei den Nordischen Skiweltmeisterschaften 1991 im Val di Fiemme sprang er im Teamspringen gemeinsam mit Martin Trunz, Yvan Vouillamoz und Stephan Zünd auf den sechsten Platz. Bei den Weltcup-Springen nach der Weltmeisterschaft konnte er keine vorderen Platzierungen erreichen und beendete daraufhin 1992 seine aktive Skisprungkarriere.